# Swaya
Swaya è una circoscrizione rurale (rural ward) della Tanzania situata nel distretto rurale di Mbeya, regione di Mbeya. Conta una popolazione di 9 477 abitanti (censimento 2012).